# Lemvig
Lemvig est une commune du Danemark, située à l’ouest de la région du Jutland central. La commune comptait 19 998 habitants en 2019, répartis sur une surface de 516,63 km2.

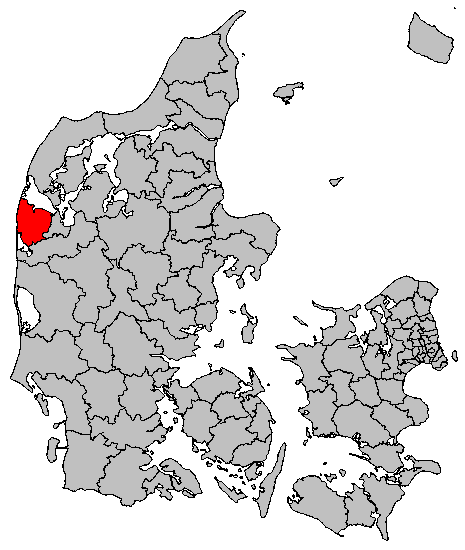
La commune de Lemvig

Lors de la réformes des municipalités en vigueur au 1er janvier 2007, l’ancienne commune — homonyme — a été fusionnée avec celle de Thyborøn-Harboøre.